# Olivetti Sixcom
Sixcom S.p.A. renommée Olivetti Sixcom S.p.A. en 1992, était une société italienne du groupe Olivetti spécialisée dans les nouvelles technologies liées à la télématique, au tout début des années 1980.

## Histoire

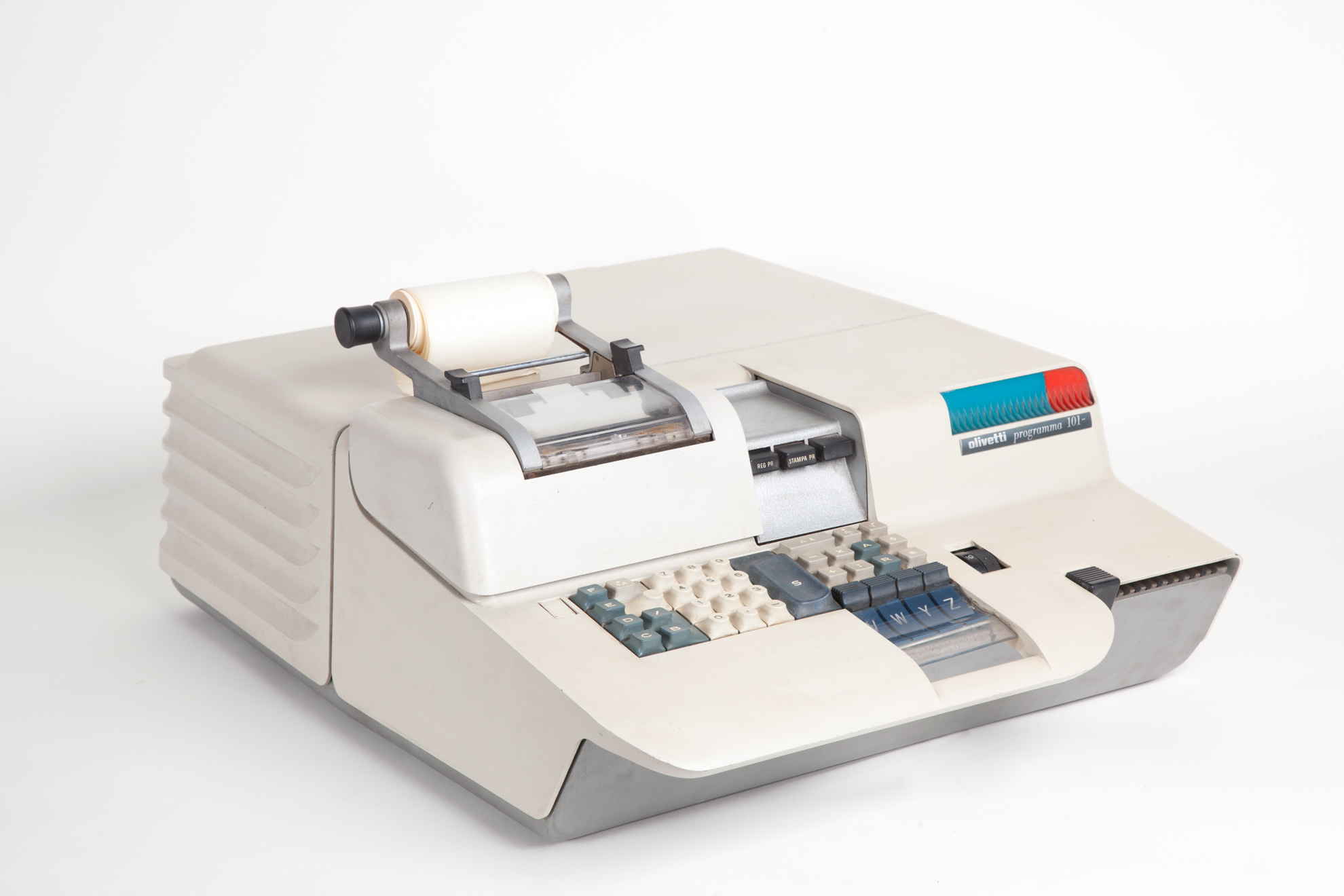
Ordinateur Programma 101, en exposition au musée des sciences et des techniques Léonard de Vinci de Milan.

En 1908, Camillo Olivetti ouvre la première fabrication de machines à écrire d'Italie. Trois ans plus tard, Olivetti lance sa première machine : la M1. Le fils de Camillo, Adriano Olivetti, nommé directeur général en 1933 développe la société jusqu'à sa disparition en 1960.
À partir de 1949 la société se diversifie dans la fabrication de plusieurs appareils mécanographiques pour rapidement se développer dans l'informatique, après une première alliance  avec Bull, l'un des constructeurs proposant une informatique plus décentralisée. Après la mort accidentelle d'Adriano Olivetti et du responsable de la recherche-développement, Mario Chu, la division Ordinateurs, non rentable, est vendue à l'américain General Electric, qui prend simultanément le contrôle de la compagnie française Bull.
Pier Giorgio Perotto un ingénieur faisant partie de l'entreprise Olivetti est l’inventeur d'un des premiers ordinateurs de bureau, la « Programma 101 », commercialisée en 1965 et utilisée entre autres par la NASA à l'occasion de la mission Apollo 11.
L'intérêt d'Olivetti pour les équipements de télécommunications remonte aux années 1930, lorsque l'entreprise a commencé à produire des téléscripteurs. Dans les années 1970, avec le développement des terminaux et des réseaux informatiques, sa présence dans le secteur s'est renforcée. 
Pour valoriser et coordonner ses investissements, la société Olteco S.p.A. (Olivetti Telecomunicazioni SpA) est créée le 31 décembre 1980. Les activités et les moyens humains des divisions Olivetti DRAS (Département de Recherche des Systèmes Appliqués) et  DTT (Division Terminaux et Télécommunications) sont regroupées. La DRAS est spécialisée dans les réseaux informatiques, la DTT développe des terminaux, des téléscripteurs et des centres de commutation télex.
Les missions confiées à Olteco sont la recherche, la conception, la fabrication et la commercialisation d'équipements et de systèmes de télécommunications, de télématique et de transmission d'informations, d'accessoires similaires et connexes. Olteco SpA va se développer surtout dans les télécommunications.
La société Olteco SpA, bien qu'appartenant à 100 % au groupe Olivetti, a la liberté de se comporter comme une entreprise indépendante, de l'administration aux finances, au personnel, de la planification à la R&D, la production, les ventes, sauf au niveau commercial où la marque utilisée reste "Olivetti". La direction est basée à Ivrée, dans le "Centro Studi" historique d'Olivetti, via Montenavale, tandis que la production est assurée par l'usine Olivetti de Scarmagno (province de Turin).
En 1985, la direction d'Olivetti présidée par Carlo De Benedetti décide de confier à Olteco SpA le contrôle de certaines sociétés qui sont entrées dans l'orbite du Groupe. Parmi celles-ci, Sixcom S.p.A. (60 % Olivetti) qui contrôlera, à partir de 1989, Sixtel S.p.A., le regroupement du secteur de la téléphonie privée et des réseaux de commutation, avec d'autres sociétés du groupe opérant dans le secteur "télématique", les équipements, les cartes à puce et les prestations de service.
En 1987, le groupe Olivetti signe avec le gouvernement italien un accord programme favorisant les investissements pour développer l'emploi très hautement qualifié dans le Sud, Olteco rejoint le centre Olivetti Telecomunicazioni SpA, basé à Pouzzoles pour y produire des téléscripteurs. En 1989, après la réorganisation du groupe Olivetti, la société Olteco SpA est intégrée au sein de la filiale Olivetti Systems & Networks.
Dès le début des années 1990, l'activité du groupe Olivetti se déplace progressivement vers les télécommunications et une série de restructurations complexes commence pour Olteco. En 1992, la société est transformée en holding Olteco Fin SpA qui contrôle toujours Olivetti Sixcom SpA, dans laquelle convergent toutes les activités industrielles d'Olteco et de Sixcom, à l'exception du développement et de la production de fax qui sont repris par Olivetti Office. En 1993, Sixtel SpA acquiert les activités d'exploitation d'Olivetti Sixcom qui devient Olivetti TeleMedia. Northern Telecom va racheter 50% de Sixtel en 1994 puis, fin 1997, en prend le contrôle. Toutes les activités qui constituaient l'objet social d'Olteco sortent du périmètre d'Olivetti.

## LeTelepass
La société publique italienne d'autoroutes Autostrade S.p.A. a confié à Olivetti la conception et la réalisation d'un système pour gérer et fluidifier le passage aux péages autoroutiers des automobilistes abonnés, le Telepass.
Le prototype a été développé entre le 20 décembre 1986 et le 17 avril 1987, un temps record, par trois jeunes concepteurs, un ingénieur hardware et deux ingénieurs software, tous trois salariés de Sixcom SpA, la société du groupe Olivetti. La présentation du système s'est déroulée en présence des directeurs des sociétés Autostrade et Olivetti.
Ce système a été conçu par les Dr Ing. Pierluigi Ceseri et Mario Alvisi. Il opère une connexion opérationnelle, en temps réel, entre le véhicule et l'application via des caméras interconnectées avec le PRA - Registre public italien des automobiles via un réseau de plus de 3 500 Km de fibres optiques. Telepass a introduit le concept d'interopérabilité ETC car il a interconnecté les 24 concessionnaires différents italiens d'autoroutes permettant aux automobilistes de voyager sur les différents réseaux mais de ne payer qu'à leur sortie de l'autoroute, à la fin du trajet. Le Dr Ing. Mario Alvisi est considéré comme le père de l'ETC sur les autoroutes parce qu'il a non seulement co-conçu le Telepass qui est devenu le premier système ETC d'exploitation normalisé au monde et adopté comme norme européenne en 1996, mais il est intervenu en tant que consultant référent pour le déploiement de l'ETC dans de nombreux pays comme le Japon, les États-Unis, le Brésil. Au Japon, seul le système ETC a été installé en 2001 sur toutes les autoroutes avec accès contrôlé. En 2019, 92 % des conducteurs utilisaient l'ETC.